# 北水原インターチェンジ
北水原インターチェンジ（プクスウォンインターチェンジ）は大韓民国京畿道水原市長安区にある嶺東高速道路のインターチェンジである。近くにある義王インターチェンジを経由して峰潭果川路に進入することができる。

## 歴史
- 1991年11月29日 - 開設[1]

## 周辺
- 義王市方面

## 隣
嶺東高速道路
(10) 富谷IC - (11) 北水原IC - (12) 東水原IC